# Субериновая кислота
Субери́новая кислота́  (пробковая кислота, октандиовая кислота, гександикарбоновая кислота) — это предельная двухосновная карбоновая кислота с формулой C8H14O4. Обладает всеми химическими свойствами, характерными для карбоновых кислот. Соли и эфиры субериновой кислоты называются субератами.
При нормальных условиях — бесцветное кристаллическое вещество.
Входит в состав суберина — природного биополимера коры сосудистых растений.

## Получение
Пробковую кислоту получают путём окисления касторового масла (а также льняного, миндального или кокосового масла) азотной кислотой, однако наиболее экономически выгодным исходным веществом для синтеза пробковой кислоты является циклооктан, который окисляется азотной или хромовой кислотой. Также она может быть получена путем электролиза калиевой соли моноэфира глутаровой кислоты.

## Свойства
- Температура плавления 141—144 °C
- Температура кипения (при 15 мм рт. ст.) 230 °C; (при 760 мм рт. ст.) 300 °C
- Температура вспышки 203 °C
- Температура самовоспламенения 430 °C
- Плотность 1,272 г/см³

## Применение
Так как пробковая кислота является дикарбоновой кислотой, то она может быть использована в качестве мономера при производстве сложных полиэфиров и полиамидов, например при производстве нейлона. Также она используется при синтезе лекарственных средств (например, вориностата) и производстве пластмасс.